# Frammersbach
Frammersbach – gmina targowa w Niemczech, w kraju związkowym Bawaria, w rejencji Dolna Frankonia, w regionie Würzburg, w powiecie Main-Spessart, siedziba wspólnoty administracyjnej Burgsinn. Leży w Spessart, około 25 km na północny zachód od Karlstadt, nad rzeką Aubach, przy drodze B276.

## Dzielnice
W skład gminy wchodzą dwie dzielnice: 
- Frammersbach
- Habichsthal